# Бельгийско-туркменские отношения
Бельгийско-туркменские отношения — двусторонние дипломатические отношения между Бельгией и Туркменией, которые были установлены 1 февраля 1993 года.

## Посольство Туркмении в Бельгии
Посольство Туркмении в Бельгии открылось в 1997 году. Посольство расположено по адресу: г. Брюссель, Бульвар Генерала Жака 15, 1050.
С февраля 2016 года посольство возглавляет чрезвычайный и полномочный посол Туркмении в Королевстве Бельгия Ата Сердаров.

### Послы
1. Нурклычев, Ниязклыч (1997—2004)
2. Моммадов, Какаджан (2005—2016)
3. Сердаров, Ата (2016—н. в.)

## Представительство Бельгии в Туркмении
Дипломатическое представительство Бельгии в Туркмении открылось в 1995 году. Посольства Бельгии в Туркмении нет.
С января 2014 года в Туркмении по совместительству аккредитован чрезвычайный и полномочный посол Бельгии в Азербайджане Карин Пети.

### Послы
1. Мишель Адам (1995—2000)
2. Ян Маттисен (Jan Matthysen) (2000—2004) с резиденцией в Анкаре
3. Марк Ван Расселбергхе (Marc Van Rysselberghe) (2004—2009)
4. Пол де Витте (Pol de Witte) (2009—2012)
5. Люк Труен (Luc Truyens) (2012—2014)
6. Карин Пети (Carine Petit) (2014—н. в.) с резиденцией в Баку